# سمندر کاجستان
سمندر انساتینا (نام علمی: Ensatina eschscholtzii) نام یک گونه از تیره سمندر بی‌شش است.